# CQBR
El Close Quarter Battle Rifle (CQBR) MK-18 es un fusil de combate diseñado para reemplazar a la carabina de combate M4A1, desarrollada por la Armada de los Estados Unidos. El CQBR sustituye al M4 por un cañón 262 mm de longitud, convirtiéndolo en el equivalente moderno de las variantes M16 de cañón corto del Colt CAR-15/XM-177 Commando del pasado. Este cañón más corto hace al arma significativamente más compacta, lo que hace que sea más fácil de usar en y alrededor de los vehículos y en espacios estrechos. Unidades especiales como los comandos de embarque y los guardaespaldas de oficiales superiores han encontrado que estas armas cortas son muy útiles y usan 